# 三橋四郎

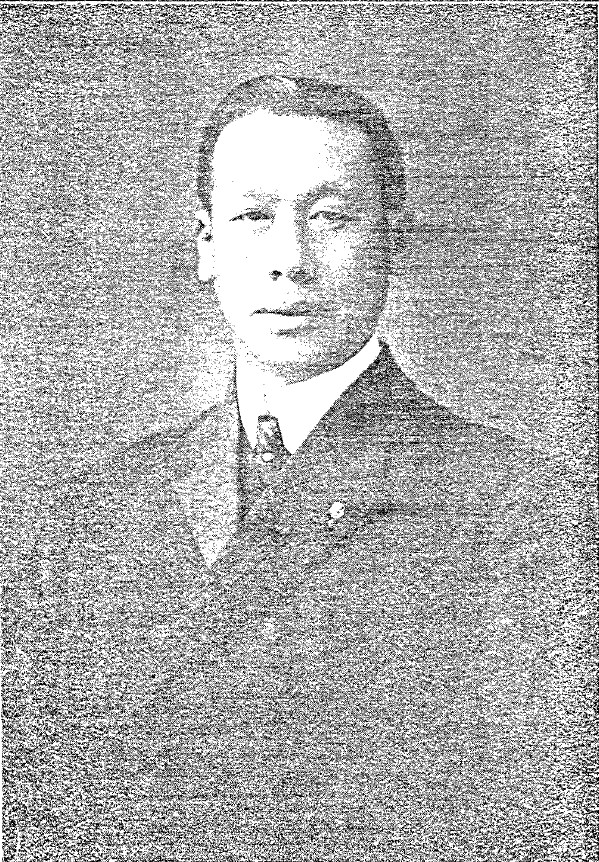
三橋四郎

三橋 四郎（みつはし しろう、1867年12月27日（慶応3年12月2日） - 1915年（大正4年）11月5日）は、明治期から大正初期の日本の建築家。領事館をはじめとする多くの官庁建築の設計に携わるとともに、鉄網コンクリート工法を考案したことで知られる。

## 来歴
幕臣鈴木庸正の四男として、江戸に生まれる。
1893年、帝国大学工科大学造家学科（後の建築学科）を卒業、陸軍省に入る。
1898年に逓信省技師となり、郵便局舎の建築にあたった。
1906年、東京市技師となり、営繕課長となる。しかし2年後の1908年には東京市を退職し、三橋建築事務所を東京に開設した。以後、外務省の嘱託として、中国東北部やロシア極東部において多くの領事館を設計した。設計した建築には、吉林領事館、奉天総領事館、長春領事館、牛荘領事館（実際の設置場所は営口）などがある。
1915年、ロシアのウラジオストクに領事館建築の設計監理のため滞在中、客死した。享年49（満47歳没）。

## 業績
鉄網コンクリート工法の考案
木材・鉄骨の芯材としてラスを張ったものに、コンクリート塗りこむ工法で、耐火性と低価格をうたっていた。しかし、耐震性の問題から、あまり広まらなかった。

## 主な作品

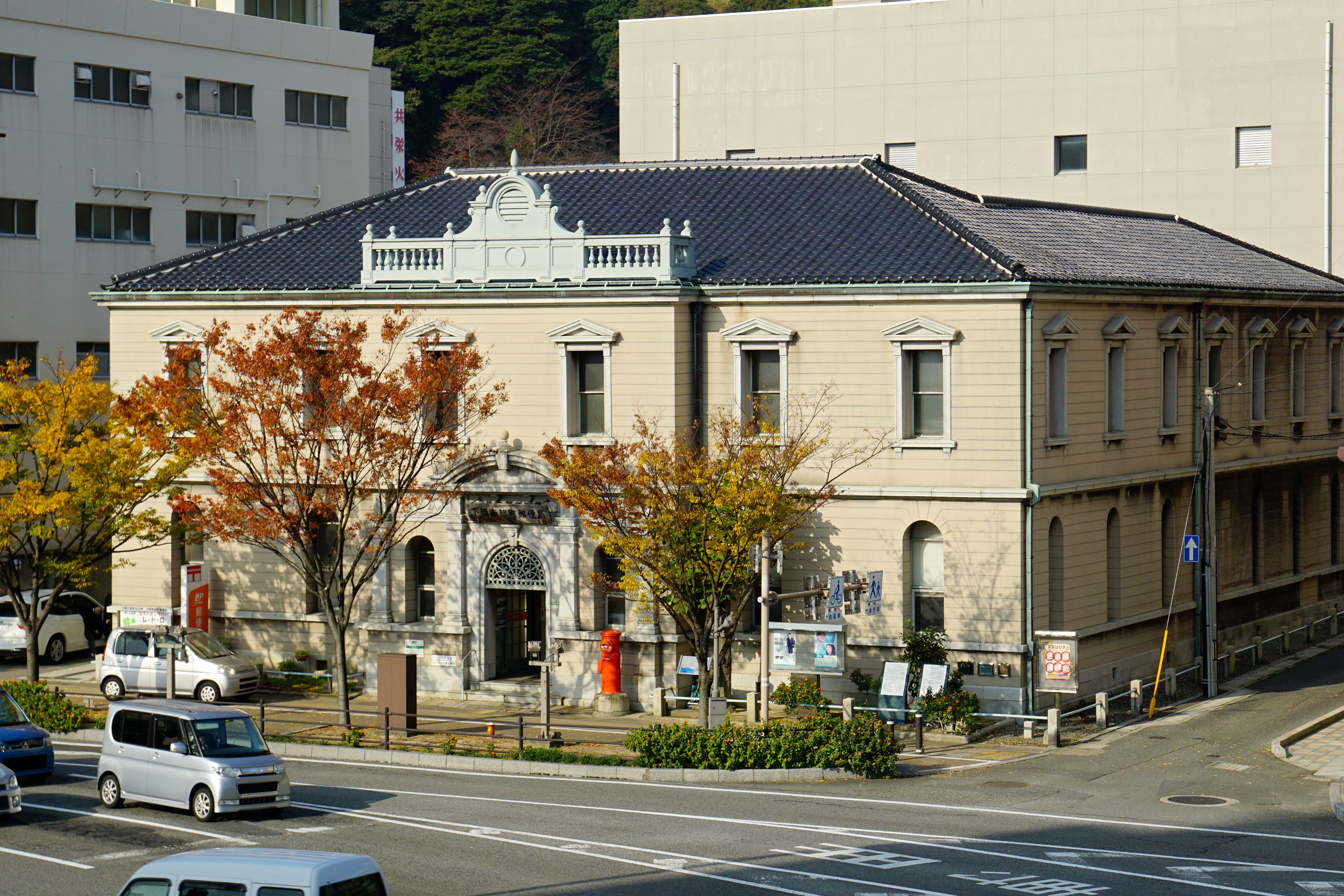
旧赤間関郵便電信局

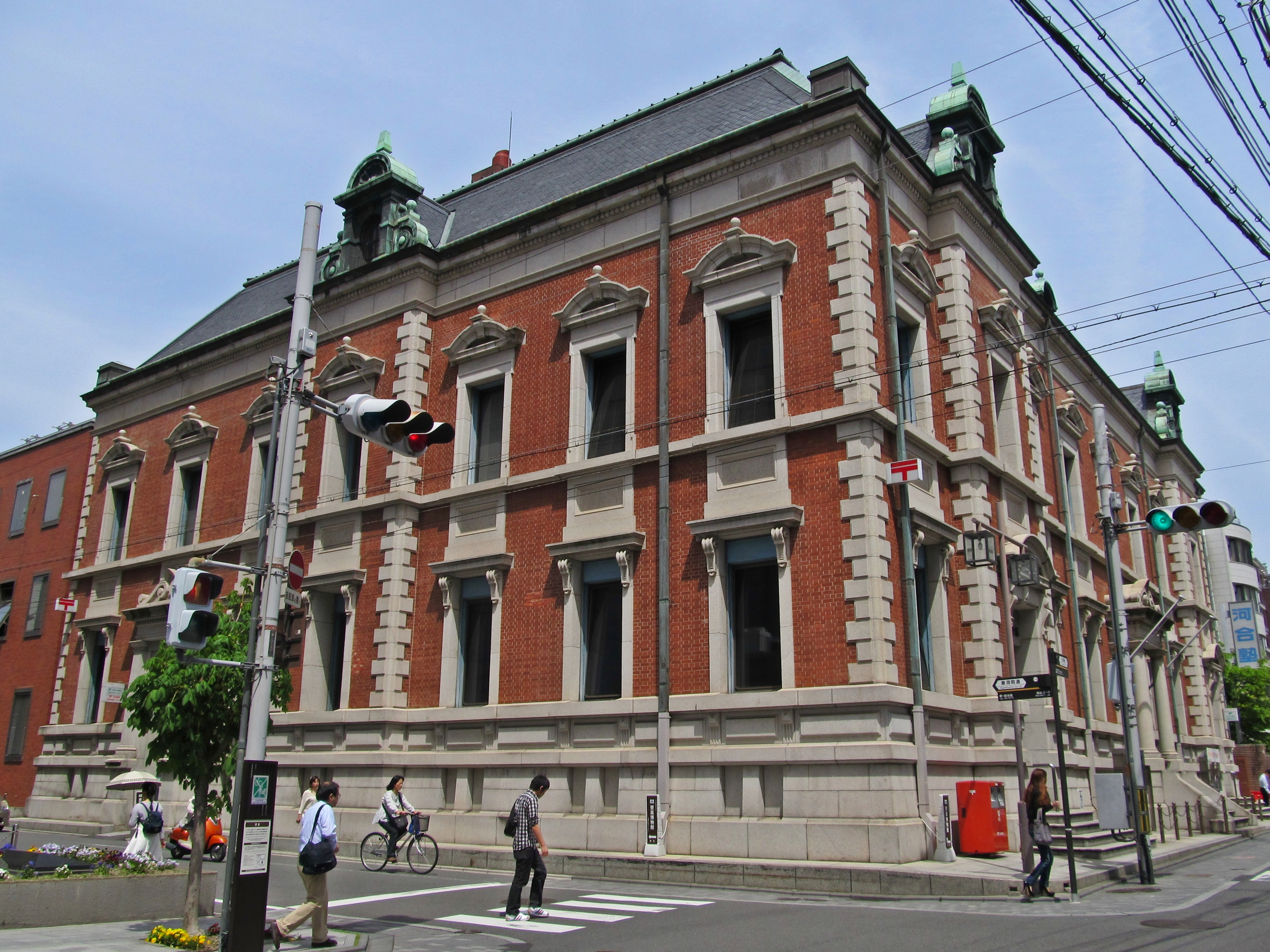
旧京都郵便電信局（中京郵便局）

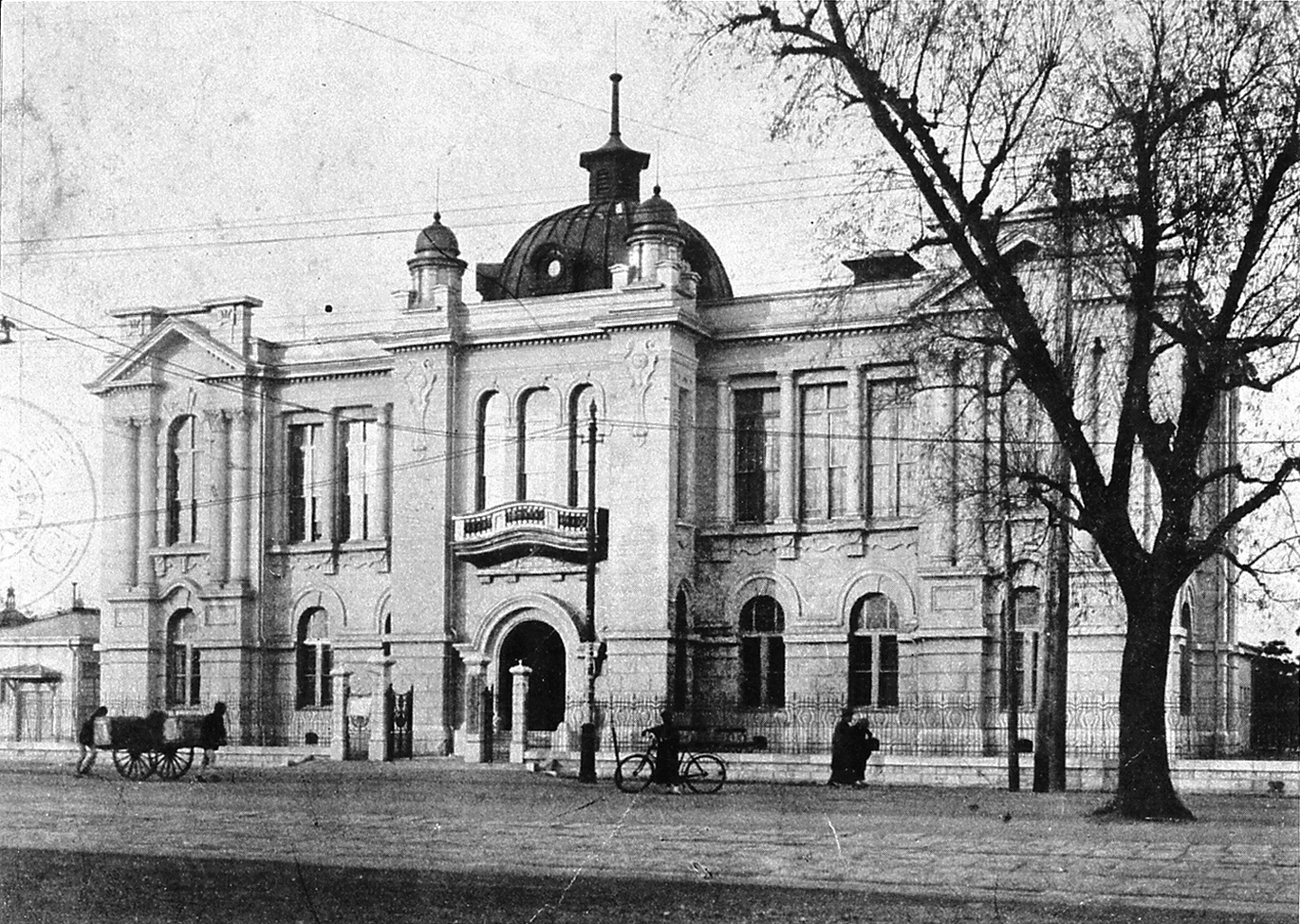
日比谷図書館。1908年。三橋四郎設計。

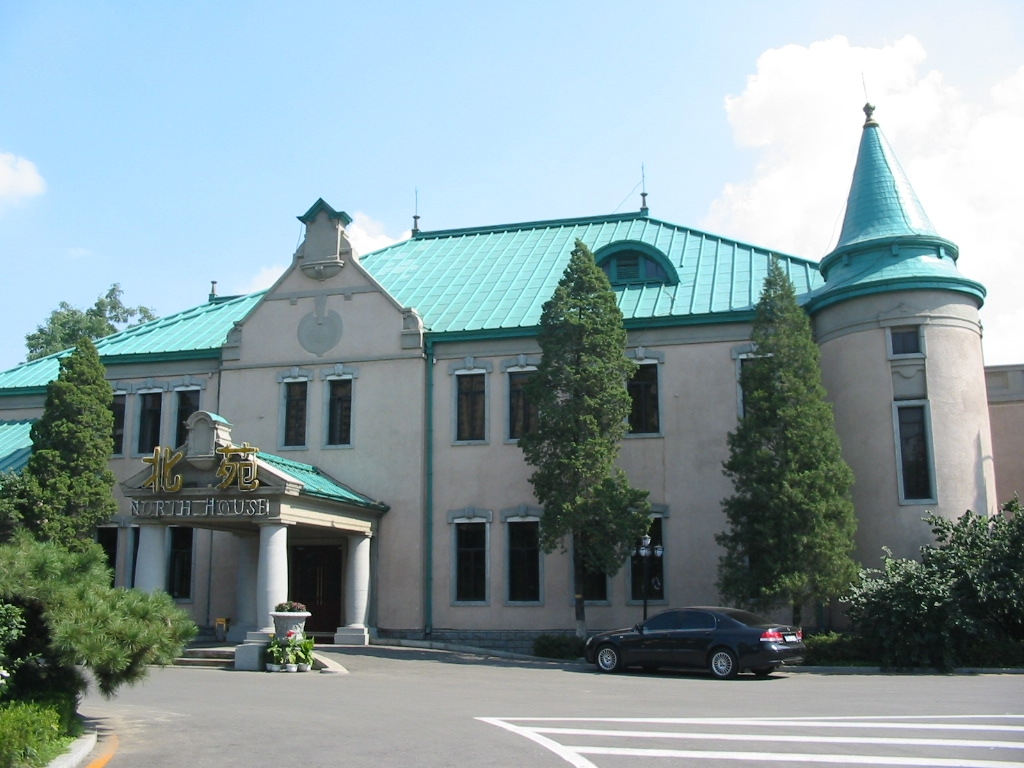
旧奉天総領事館

- 旧赤間関郵便電信局（現 下関南部町郵便局、1900年、下関市、国の登録有形文化財）
- 旧京都郵便電信局（現 中京郵便局、1902年、吉井茂則と共同設計、京都市中京区、京都市登録文化財）
- 東京商船大学天体観測所（1903年）
- 東京市立日比谷図書館（1908年、現存しない）[2]
- 吉林領事館（1909年）
- 牛荘領事館（1912年、中華人民共和国営口市）
- 奉天総領事館（1912年、中華人民共和国瀋陽市）
- 石原時計店（二代目）（1915年、大阪市、現存しない）

## 著書
- 『和洋改良大建築学』（上・中・下・続）大倉書店、1907年 - 1911年
  - 日本人による初めての体系的な建築学の書とされる。
- 『理想の家屋』（上・中）大倉書店、1913年

## 外部サイト
- 石原時計店 歴史

三橋四郎設計の石原時計店（二代目）の画像を掲載